# Koszmosz–782
A Koszmosz–782 (oroszul: Космос 782) a szovjet Koszmosz műhold-sorozat tagja.

## Küldetés
1975. november 25-én indították pályára, fedélzetén szovjet, csehszlovák, francia, amerikai biológiai objektumokat helyeztek el. A tudományos értékelésben magyar, román és lengyel szakemberek is részt vettek. 
Programja megegyezett a Koszmosz–690 által megkezdettekkel. Általános feladata biológiai kísérletek végzése. A 25 kísérletből álló tudományos programot négy ország készítette elő, hét ország értékelte ki. A biológiai objektumok patkányok, teknősbékák, halikrák, rákkal fertőzött növényi sejtcsoportok voltak. Az állatok táplálása, biológiai ritmusuk fenntartása automatikusan történt. A műholdon rovarok, mikroorganizmusok, sejttenyészetek mellett magasabb rendű növények (fenyő, kukorica) magvait csíráztatták.

## Jellemzői
Az orbitális egység pályájának perigeuma 218 kilométer, apogeuma 384 kilométer volt. A bioszputnyik kabinja 20 napos repülés után tért vissza a Földre. Az objektum 1976. december 15-én fejezte be programját.
Első ízben alkalmaztak centrifugát, amivel mesterséges gravitációt állítottak elő. A centrifuga 0,5 méteres forgórésze 52 fordulatot tett meg percenként. A sugárbiológiai és fizikai kísérletekkel kapcsolatban tovább végezték az űreszköz aktív sugárvédelmének kutatását. Az űreszköz körül mesterséges elektrosztatikus teret létesítettek, amely a kozmikus sugárzás részecskéit eltérítette, és azok nem hatolhattak be az űrhajó belsejébe.